# Clavipalpus ornatissimus
Clavipalpus ornatissimus är en skalbaggsart som beskrevs av Martinez och D'andretta 1956. Clavipalpus ornatissimus ingår i släktet Clavipalpus och familjen Melolonthidae. Inga underarter finns listade i Catalogue of Life.